# Otočac
Otočac (pronunciado /otóchats/ en español) es una ciudad de Croacia en el condado de Lika-Senj.

## Geografía
Se encuentra a una altitud de 457 m s. n. m. a 175 km de la capital nacional, Zagreb.

## Demografía
En el censo 2011 el total de población de la ciudad fue de 9778 habitantes, distribuidos en las siguientes localidades:
- Brlog -  279
- Brloška Dubrava -  63
- Čovići - 560
- Dabar -  118
- Doljani - 95
- Drenov Klanac - 40
- Glavace -  30
- Gorići -  22
- Hrvatsko Polje -  187
- Kompolje -  346
- Kuterevo -  522
- Ličko Lešće -  709
- Lipovlje - 214
- Otočac - 4 240
- Podum -  108
- Ponori - 89
- Prozor -  893
- Ramljani - 167
- Sinac - 563
- Staro Selo - 33
- Škare -  36
- Švica - 464

| Gráfica de población de Otočac 1857-2011                            |
|                                                                     |
| Según los censos de población de la oficina estadística de Croacia. |